# U-18 (tàu ngầm Đức) (1935)
U-18 là một tàu ngầm duyên hải  Lớp Type II thuộc phân lớp Type IIB được Hải quân Đức Quốc Xã chế tạo trước Chiến tranh Thế giới thứ hai sau khi bãi bỏ những điều khoản của Hiệp ước Versailles vốn cấm Đức sở hữu tàu ngầm. Những tàu ngầm Type II vốn quá nhỏ để có thể tiến hành các chiến dịch cách xa căn cứ nhà, nên U-18 đã đảm nhiệm vai trò tàu huấn luyện tại các trường tàu ngầm Đức. Được huy động do tình trạng thiếu hụt tàu ngầm sau khi xung đột bùng nổ, nó hoạt động tác chiến tại Bắc Hải cho đến cuối năm 1942 và sau đó tại Hắc Hải, thực hiện tổng cộng 14 chuyến tuần tra và đánh chìm ba tàu đối phương với tổng tải trọng 1.900 tấn.  U-18 bị hư hại nặng do không kích bởi máy bay Liên Xô tại cảng Constanţa, România vào ngày 20 tháng 8, 1945, rồi bị đánh đắm tại đây năm ngày sau đó.

## Thiết kế và chế tạo
Phân lớp Type IIB là một phiên bản mở rộng của Type IIA trước đó. Chúng có trọng lượng choán nước 279 t (275 tấn Anh) khi nổi và 328 t (323 tấn Anh) khi lặn); tuy nhiên tải trọng tiêu chuẩn được công bố chỉ có 250 tấn Anh (254 t). Chúng có chiều dài chung 42,70 m (140 ft 1 in), lớp vỏ trong chịu áp lực dài 28,20 m (92 ft 6 in), mạn tàu rộng 4,08 m (13 ft 5 in), chiều cao 8,60 m (28 ft 3 in) và mớn nước 3,90 m (12 ft 10 in).
Chúng trang bị hai động cơ diesel MWM RS 127 S 6-xy lanh 4 thì công suất 700 mã lực mét (510 kW; 690 shp) để đi đường trường và hai động cơ/máy phát điện Siemens-Schuckert PG VV 322/36 tổng công suất 460 mã lực mét (340 kW; 450 shp) để lặn, hai trục chân vịt và hai chân vịt đường kính 0,85 m (3 ft). Các con tàu có thể lặn đến độ sâu 80–150 m (260–490 ft). Chúng đạt được tốc độ tối đa 12 kn (22 km/h) trên mặt nước và 6,9 kn (12,8 km/h) khi lặn,  với tầm hoạt động tối đa 3.800 nmi (7.000 km) khi đi tốc độ đường trường 8 kn (15 km/h), và 35–42 nmi (65–78 km) ở tốc độ 4 kn (7,4 km/h) khi lặn.
Vũ khí trang bị bao gồm ba ống phóng ngư lôi 53,3 cm (21 in) trước mũi, mang theo tổng cộng năm quả ngư lôi hoặc cho đến 12 quả thủy lôi TMA. Một pháo phòng không 2 cm (0,79 in) cũng được trang bị trên boong tàu. Thủy thủ đoàn bao gồm 25 sĩ quan và thủy thủ.
U-18 được đặt hàng vào ngày 2 tháng 2, 1935. Nó được đặt lườn tại xưởng tàu của hãng Germaniawerfttại Kiel vào ngày 10 tháng 7, 1935, hạ thủy vào ngày 7 tháng 12, 1935, và nhập biên chế cùng Hải quân Đức Quốc Xã vào ngày 1 tháng 4, 1936 dưới quyền chỉ huy của Hạm trưởng, Trung úy Hải quân Hans Pauckstadt.

## Lịch sử hoạt động
U-18 đã đảm nhiệm vai trò tàu huấn luyện tại các trường tàu ngầm Đức. Đang khi huấn luyện, nó bị đắm trong vịnh Lübeck lúc 09 giờ 54 phút ngày 20 tháng 11, 1936 sau khi mắc tai nạn va chạm với tàu phóng lôi T 156; tám người đã thiệt mạng và có 12 người sống sót được cứu vớt. Nó được trục vớt tám ngày sau đó và quay trở lại hoạt động vào ngày 30 tháng 9, 1937.
Khi Chiến tranh Thế giới thứ hai bùng nổ, vào ngày 3 tháng 9, 1939, U-18 đã tấn công một tàu ngầm Ba Lan, có thể là chiếc ORP Sęp, nhưng không trúng đích. Khi được điều động sang Chi hạm đội U-boat 30 vào cuối năm 1942, chiếc tàu ngầm được tháo dỡ, vận chuyển dọc theo sông Danube đến cảng Galați của România. Tại đây nó được lắp ráp lại tại Xưởng tàu Galați và gửi đến Hắc Hải. U-18 thực hiện tổng cộng 14 chuyến tuần tra trong chiến tranh, đánh chìm ba tàu đối phương với tổng tải trọng 1.900 tấn và gây hư hại cho hai chiếc khác.
Tại cảng Constanţa, România trên bờ biển Hắc Hải, vào ngày 20 tháng 8, 1944, U-18 bị hư hại nặng do trúng bom trong một cuộc không kích của máy bay Liên Xô. Được xem là tổn thất toàn bộ, con tàu bị đánh đắm năm ngày sau đó. Quân đội Liên Xô trục vớt con tàu vào cuối năm 1944, và sau chiến tranh nó bị đánh chìm như mục tiêu thực hành bởi tàu ngầm Liên Xô M-120 ngoài khơi Sevastopol vào ngày 26 tháng 5, 1947.

### Tóm tắt chiến công
U-18 đã đánh chìm hai tàu buôn và một tàu chiến phụ trợ với tổng tải trọng 1.900 gross register tons (GRT), cũng như gây hư hại cho một tàu buôn và một tàu chiến khác:
| Ngày              | Tên tàu         | Quốc tịch        | Tải trọng | Số phận      |
| ----------------- | --------------- | ---------------- | --------- | ------------ |
| 18 tháng 11, 1939 | Parkhill        | United Kingdom   | 500       | Bị đánh chìm |
| 24 tháng 1, 1940  | Bisp            | Norway           | 1.000     | Bị đánh chìm |
| 29 tháng 8, 1943  | TSC-11 Dzhalita | Hải quân Liên Xô | 400       | Bị đánh chìm |
| 30 tháng 8, 1943  | SKA-0132        | Hải quân Liên Xô | 56        | Hư hại       |
| 18 tháng 11, 1943 | Josif Stalin    | Soviet Union     | 7.745     | Hư hại       |